# ناثان ليفين
ناثان ليفين (بالإنجليزية: Nathan Lewin)‏ هو محامي أمريكي، ولد في عقد 1930 في وودج في بولندا.